# Južni trokut
Južni trokut (lat. Triangulum Australe) 
jedno je od 88 modernih zviježđa. Manja konstelacija južne polutke koju je prvi uveo Johann Bayer u svom djelu Uranometrija.